# Distrito de Międzyrzecz
Międzyrzecz (polaco: powiat międzyrzecki) es un distrito (powiat) del voivodato de Lubusz (Polonia). Fue constituido el 1 de enero de 1999 como resultado de la reforma del gobierno local de Polonia aprobada el año anterior. Limita con otros seis distritos: al norte con Gorzów y Strzelce-Drezdenko, al nordeste con Międzychód, al este con Nowy Tomyśl, al sur con Świebodzin y al oeste con Sulęcin; y está dividido en seis municipios (gmina): tres urbano-rurales (Międzyrzecz, Skwierzyna y Trzciel) y tres rurales (Bledzew, Przytoczna y Pszczew). En 2011, según la Oficina Central de Estadística polaca, el distrito tenía una superficie de 1387,61 km² y una población de 58 153 habitantes.